# Someșu Rece
Someșu Rece – wieś w Rumunii, w okręgu Kluż, w gminie Gârbău. W 2011 roku liczyła 1557 mieszkańców.